# A foszfor halogenidjei
A biner foszfor-halogenidek három sorozatot alkotnak, melyekben a foszfor oxidációs száma rendre +5, +3 és +2. Mind a 12 vegyületet – bár eltérő részletességgel – jellemezték, azonban a PI5 létezésével kapcsolatban komoly kételyek merültek fel.

## +5-ös oxidációs számú vegyületek (PX5)
| képlet | CAS-szám     | olvadáspont    | forráspont | P–Xax kötéshossz | P–Xeq kötéshossz | Xeq–P–Xeq kötésszög | Xax–P–Xeq kötésszög |
| ------ | ------------ | -------------- | ---------- | ---------------- | ---------------- | ------------------- | ------------------- |
| PF5    | [7647-19-0]  | −93,7 °C       | −84,5 °C   | 153 pm           | 158 pm           | 120°                | 90°                 |
| PCl5   | [10026-13-8] | 167 °C         | 160 °C     | 202 pm           | 214 pm           | 120°                | 90°                 |
| PBr5   | [7789-69-7]  | ~106 °C bomlik |            |                  |                  |                     |                     |
| PI5    |              |                |            |                  |                  |                     |                     |

Gázfázisban a foszfor-pentahalogenidek molekulaszerkezete trigonális bipiramisos, amint azt a VETE-elmélet is leírja.
A foszfor-pentafluorid viszonylag inert gáz, enyhe Lewis-sav és fluoridion-akceptor. Fluxionális molekula, melyben az axiális (x) és ekvatoriális (eq) állású fluoratomok a Berry-féle pszeudorotációval helyet cserélnek.
A foszfor-pentaklorid és foszfor-pentabromid szilárd és folyadék halmazállapotban ionos állapotban létezik, előbbi PCl5 PCl4+PCl6– felépítésű, a PBr5 szerkezete ugyanakkor PBr4+ Br−. A szerves kémiai reakciók széles körében használják őket mint klórozó és brómozó szereket.

## +3-as oxidációs számú vegyületek (PX3)
| képlet | CAS-szám     | olvadáspont | forráspont | P–X kötéshossz | X–P–X kötésszög | dipólusmomentum |
| ------ | ------------ | ----------- | ---------- | -------------- | --------------- | --------------- |
| PF3    | [7783-55-3]  | −151,5 °C   | −101,8 °C  | 156 pm         | 96,3°           | 1,03 D          |
| PCl3   | [7719-12-2]  | −93,6 °C    | 76,1 °C    | 204 pm         | 100°            | 0,56 D          |
| PBr3   | [7789-60-8]  | −41,5 °C    | 173,2 °C   | 222 pm         | 101°            |                 |
| PI3    | [13455-01-1] | 61,2 °C     | 227 °C     | 243 pm         | 102°            |                 |

A három vegyületcsoport közül a foszfor(III)-halogenidek a legjobban ismertek. Előállításuk többnyire az elemek közvetlen reakciójával vagy transzhalogénezéssel történik.
A komplexkémiában a foszfor-trifluoridot ligandumként használják, komplexképző tulajdonságaiban a szén-monoxidéhoz hasonlít. a foszfor-triklorid fontos vegyipari alapanyag, a foszforkémiában széles körben alkalmazzák mint kiindulási anyagot. A foszfor-tribromidot a szerves kémiában alkoholok alkil-bromidokká és karbonsavak savbromidokká történő átalakítására használják. A foszfor-trijodidot is a szerves kémia használja fel mint enyhe oxigénakceptort.
A trihalogenidek kalkogénekkel viszonylag könnyen a megfelelő oxohalogenidekké vagy azzal ekvivalens termékké oxidálhatók.

## +2-es oxidációs számú vegyületek (P2X4)
| képlet | CAS-szám     | olvadáspont    | forráspont     | P–X kötéshossz | P–P kötéshossz | X–P–X kötésszög | X–P–P kötésszög |
| ------ | ------------ | -------------- | -------------- | -------------- | -------------- | --------------- | --------------- |
| P2F4   | [13824-74-3] | −86,5 °C       | −6,2 °C        | 159 pm         | 228 pm         | 99,1°           | 98,4°           |
| P2Cl4  | [13467-91-1] | −28 °C         | ~180 °C bomlik |                |                |                 |                 |
| P2Br4  | [24896-99-3] | kevéssé ismert | kevéssé ismert | kevéssé ismert | kevéssé ismert | kevéssé ismert  | kevéssé ismert  |
| P2I4   | [13455-00-0] | 125,5 °C       | bomlik         | 248 pm         | 221 pm         | 102,3°          | 94,0°           |

A foszfor(II)-halogenidek előállíthatók a trihalogenid gőzéből és hidrogéngázból álló keverékén átütő elektromos kisüléssel.[forrás?] A viszonylag stabil P2I4 – a hidrazinhoz hasonlóan – hajlított transz konfigurációjú. Szerves kémiai szintézisekben használják. A többi vegyület ma még csak elméleti jelentőséggel bír. A difoszfor-tetrabromidról különösen kevés ismeret gyűlt eddig össze.

## Oxo- és tiohalogenidek
| képlet | CAS-szám     | EINECS-szám | olvadáspont | forráspont    | sűrűség        | törésmutató | dipólusomentum |
| ------ | ------------ | ----------- | ----------- | ------------- | -------------- | ----------- | -------------- |
| POF3   | [7783-55-3]  | ?           | −39,1 °C    | −39,7 °C      | 0,003596 g/cm³ | ?           | ?              |
| POCl3  | [10025-87-3] | 233-046-7   | 1,2 °C      | 105,1 °C      | 1,675 g/cm³    | 1,461       | 2,54 D         |
| POBr3  | [7785-59-5]  | 232-177-7   | 56 °C       | 192 °C        | 2,82 g/cm³     | ?           | ?              |
| POI3   | ?            | ?           | 53 °C       | –             | ?              | ?           | ?              |
| PSF3   | [2404-52-6]  | ?           | −148,8 °C   | −52,2 °C      | 1,56 g/cm³(l)  | 1,353       | ?              |
| PSCl3  | [3982-91-0]  | 223-622-6   | −35 °C      | 125 °C        | 1,668 g/cm³    | 1,555       | ?              |
| PSBr3  | ?            | ?           | 37,8 °C     | 212 °C bomlik | ?              | ?           | ?              |
| PSI3   | ?            | ?           | 48 °C       | bomlik        | ?              | ?           | ?              |

Az oxohalogenidek előállítása a megfelelő trihalogenid és szerves peroxidok vagy ózon reakciójával történhet. Másik elnevezésük: foszforil-halogenidek.
A tiohalogenidek, ritkábban használt nevükön tiofoszforil-halogenidek előállíthatók a trihalogenid és elemi kén inert oldószerben végzett reakciójával. A megfelelő szelenohalogenidek is ismertek.
Az oxohalogenidek és tiohalogenidek jelentősen elektrofilebbek, mint a megfelelő foszfor(III)-vegyületek, és mérgező voltuk miatt veszélyesek.

## Fordítás
Ez a szócikk részben vagy egészben  a   Phosphorus halide című angol Wikipédia-szócikk ezen változatának fordításán alapul.  Az eredeti cikk szerkesztőit annak laptörténete sorolja fel. Ez a jelzés csupán a megfogalmazás eredetét és a szerzői jogokat jelzi, nem szolgál a cikkben szereplő információk forrásmegjelöléseként.